# Radda in Chianti
Radda in Chianti är en ort och kommun i provinsen Siena i regionen Toscana i Italien. Kommunen hade 1 548 invånare (2018).